# Tito Estacílio Tauro (cônsul em 44)
Tito Estacílio Tauro (em latim: Titus Statilius Taurus; m. 53) foi um senador romano eleito cônsul em 44 com Caio Salústio Crispo Passieno. Era filho de Tito Estacílio Tauro, cônsul em 11, e neto, pelo lado de sua mãe, do grande orador Marco Valério Messala Corvino. Tito Estacílio Tauro Corvino, cônsul em 45, era seu irmão.

## Carreira
Depois de seu consulado, presumivelmente entre 52 e 53, Tauro foi procônsul da África. Em 53, Tarquítio Prisco, que havia sido seu legado na África, acusou Tauro de magia e de tramar contra a família imperial a pedido da imperatriz Agripina, a quarta esposa do imperador Cláudio, que queria se apoderar seus magníficos jardins em Roma. Antes de saber do veredito do imperador, Tauro se matou.